# Герб Джебарики-Хая
Герб муниципального образования городское поселение «Джебарики-Хая» Томпонского района Республики Саха (Якутия) Российской Федерации.
Герб утверждён Решением наслежного Совета от 27 июля 2010 года № 44 "Об утверждении Положения о гербе муниципального образования «Посёлок Джебарики-Хая».
Герб внесён в Государственный геральдический регистр Российской Федерации под регистрационном номером 6629.

## Описание герба
« В лазоревом поле на серебряной волнистой оконечности две чёрные, тонко окаймлённый золотом, островерхие горы, сопровождаемые вверху серебряным ромбом, обременённым лазоревой фигурой в виде прорезного квадрата, вписанного в прорезной же ромб, к углам которого примыкают малые Т-образные кресты».

## Описание символики
Герб муниципального образования — говорящий. Его основной фигурой стала Чёрная гора — обнажения угольных залежей, кроме того, в переводе с якутского Джебарики — Хая — это грязная (чёрная) гора. Чёрная гора аллегорически символизирует основную отрасль промышленности, давшую социально-экономическое развитие посёлку и в которой заняты большинство жителей — угледобывающую.
Чёрный цвет — это цвет угля и в геральдике символизирует мудрость, скромность, честность и вечность бытия.
Лазоревая (синяя) оконечность символизирует реку Алдан, вдоль которой вытянулся посёлок. Также лазоревый цвет в геральдике — символ чести, славы, преданности, истины, красоты, добродетели.
Зелёный цвет — символизирует простирающуюся тайгу, среди которой расположился посёлок, кроме того, зелёный цвет — это символ весны, радости, надежды, жизни, природы.
Во главе герба две равноширокие полосы, которые символизируют:
 — серебряная (белая) полоса символизирует снег и мороз, которым славится Севоро — Восток Республики, в части которой расположен поселок. Кроме того, серебряный (белый) цвет это цвет чистоты, благородства, безмятежного состояния души и безмолвного состояния природы, в котором пребывает посёлок и его жители в долгие зимние месяцы.
 — лазоревая (синяя) полоса символизирует голубое небо.

## История герба
В 1991—1993 годах предприятием «Якуталмаз» была выпущена сувенирная серия значков с изображением геральдических символов городов и поселков Якутской области. Эмблемы имели одинаковую для всех знаков верхнюю часть — в голубом поле бегущий северный олень серебряного цвета между двух серебряных снежинок. Щит всех эмблем пересекает пояс красного цвета, в котором расположено название населённого пункта.
В нижней части эмблемы посёлка Джебарики-Хая две чёрные горы, обрамлённые серебряной линией по контуру вершин. На левой (от щитодержателя) горе серебряная угольная вышка, в правом верхнем углу надпись «50 лет» серебром.
27 июля 2010 года был утверждён на основе эмблемы 1991 года ныне действующий герб посёлка, который имел следующее описание: «Герб представляет собой четырехугольный, с закруглёнными нижними углами, заостренный в оконечности геральдический (французский) щит в соотношении ширины и длины 8:9. В зеленом поле с волнистой лазоревой оконечностью черная двойная, с вершинами подобными остриям, гора, сопровождаемая во главе двумя полосами серебряного (белого) и лазоревого цвет».
При проведении геральдической экспертизы экспертами Геральдического совета было уточнено описание герба.
Авторская группа разработки ныне действующего герба: идея герба и обоснование символики — Познанская Н. В.; художник — Алябьева О. В.; компьютерный дизайн — Помазан А. С.